# Sorginetxe

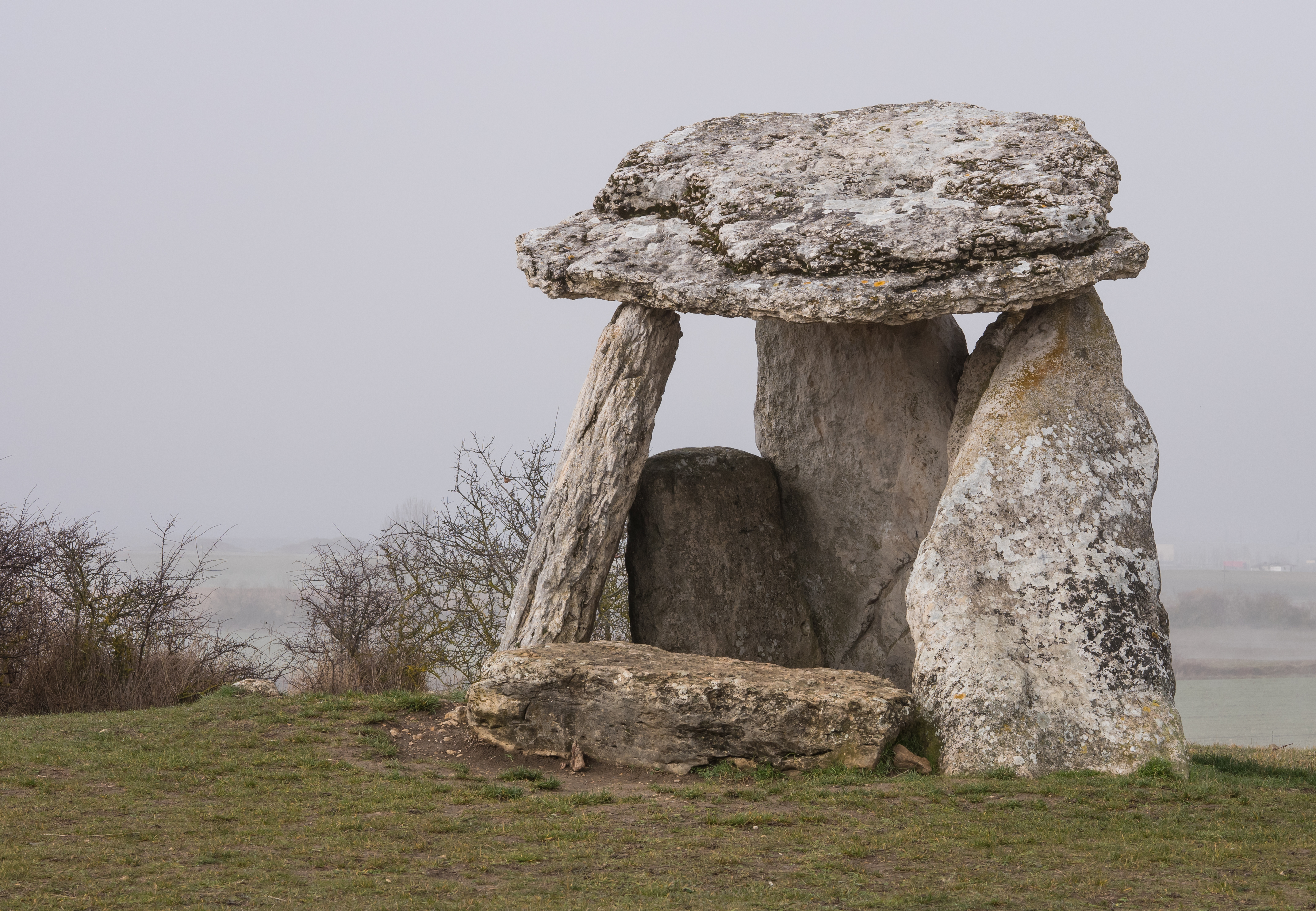
Hexendolmen – neolithisch

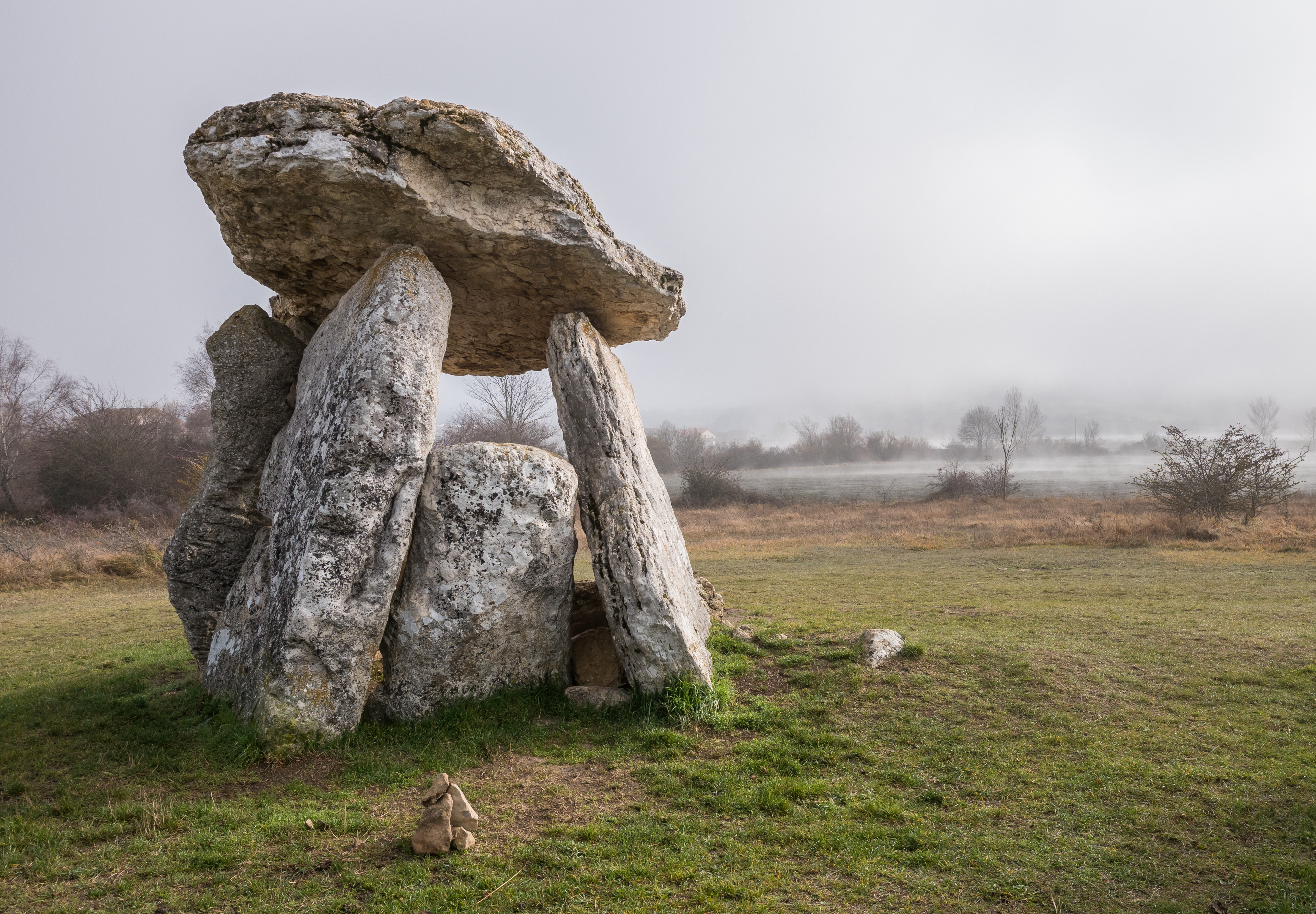
Dolmen von Arrizala

Der Dolmen Sorginetxe (baskisch für ‚Haus der Hexen‘) ist ein Grabdenkmal, das um 2500 v. Chr. in der Nähe des Dorfes Arrízala in Agurain, in der Provinz Álava, im Baskenland in Spanien errichtet wurde. An diesem Ort begruben die damaligen Siedler des Tals, hauptsächlich Viehzüchter, ihre Angehörigen.
Es handelt sich um einen gut erhaltenen Dolmen, der aus fünf Tragsteinen aus Kalkstein besteht. Der aufliegende Deckstein, erreicht an der höchsten Stelle eine Höhe von 2,3 m. Der Dolmen wurde um 1831 entdeckt und 1890 von J. Apraiz ausgegraben. In der zweiten Hälfte des 19. Jahrhunderts wurden einige Megalithdenkmäler entdeckt, sp beispielsweise 1871 die Dolmen von Cuartang. Die ersten Funde in Sorginetxe wurden 1879 von Federico Baráibar gemacht. Im selben Jahr wurden Dolmen in Bengoa, Lakondoa-Eskalmendi, Jentillari, Kapelamendi und Ramón Adán de Yarza entdeckt. 1889 untersuchte Julián Apraiz Sáenz del Burgo das Entzia-Denkmal.
Der Dolmen wurde 1890 von J. Apraiz ausgegraben, der Pfeilspitzen und menschliche Knochenreste sammelte. Es ist eines der am besten erhaltenen Megalithdenkmäler im Baskenland.